# 動的平衡
動的平衡（どうてきへいこう、英語: dynamic equilibrium）とは、物理学・化学などにおいて、互いに逆向きの過程が同じ速度で進行することにより、系全体としては時間変化せず平衡に達している状態を言う。
系と外界とはやはり平衡状態にあるか、または完全に隔離されている（孤立系）かである。 なお、ミクロに見ると常に変化しているがマクロに見ると変化しない状態である、という言い方もできる。これにより他の分野でも動的平衡という言葉が拡大解釈されて使われるが、意味は正確には異なる。これについては他の意味の項を参照。

## 例
可逆反応で、正反応と逆反応の速度が同じ場合には動的平衡となり、反応系を構成する各物質の濃度は変化しない（化学平衡）。また密閉容器の中に水と空気を入れておき、水蒸気が飽和蒸気圧に達すると、水の蒸発速度と水蒸気の凝縮速度が等しくなり、動的平衡に達する（相平衡）。熱平衡でも、実際には熱エネルギーはすべての方向へ全く同じように伝わっている、つまり動的平衡状態と考えることができる。
これらの例を構成する互いに反対の「流れ」は、一般にそのままでは観測することができない。ただし対象によっては分子を個別または定量的に見る方法で観測が可能である。一般には系を平衡からわずかにずらして、平衡に戻る過程を観察すれば流れとして観測できる。

## 応用：平衡定数と速度定数の関係
一般の化学反応は非平衡過程であるから熱力学で記述できず、時間変化を扱う反応速度論の範疇にある。しかし可逆反応による動的平衡状態では熱力学と反応速度論の両方が適用でき、それぞれに基づく概念である平衡定数と速度定数との関係式を導くことができる。
可逆反応
A + B ↔ C + D
を考えると、正反応速度は
v+ = k+[A][B]
逆反応速度は
v− = k−[C][D]
となる。ただし k+, k− はそれぞれ正反応、逆反応の速度定数で、[ ] は各成分の濃度（または分圧、活量）を表す。
動的平衡状態では両反応の速度が等しく
v+ = v−
となるので
k+[A][B] = k−[C][D]
平衡定数Kは
K = [C][D] / [A][B]
であるから、
K = k+ / k−
という関係式が導かれる。これは酸・塩基の解離平衡や生体高分子などの会合・解離にも適用できる。

## 他の意味
動的平衡という用語は、分野によっては、むしろ物理用語でいうところの「定常状態」を使うべき場合もある。定常状態とは、系が平衡状態にない外界と接している場合にのみ起こり、流れがあるが時間変化が見られない、すなわち系への出・入の速度が等しい状況をいう。
たとえば、経済において、資本のフローが一定であれば、安定した市場が成立する。また、生物の出生率と死亡率が同じ場合、個体数は変化しない。このように、経済学・生態学・人口学でも、本来とは少し異なる意味で、動的平衡という言葉が使われている。
「ミクロに見ると常に変化しているが、マクロに見ると変化しない」という点では、これらを動的平衡のアナロジーとして理解できる。しかし、これらは物理的な意味での動的平衡ではなく、外界は平衡状態にない。そして、資本の出入り、生物の生死や物質の出入は、系外との流れとして直接観測できる。したがって、これらは定常状態と見るのが適切である。